# Polymorphus phippsi
Polymorphus phippsi es una especie de acantocéfalo del género Polymorphus, familia Polymorphidae. Fue descrita por Kostylew en 1922. Se encuentra en Europa, Asia del Norte y América del Norte.